# Soolking

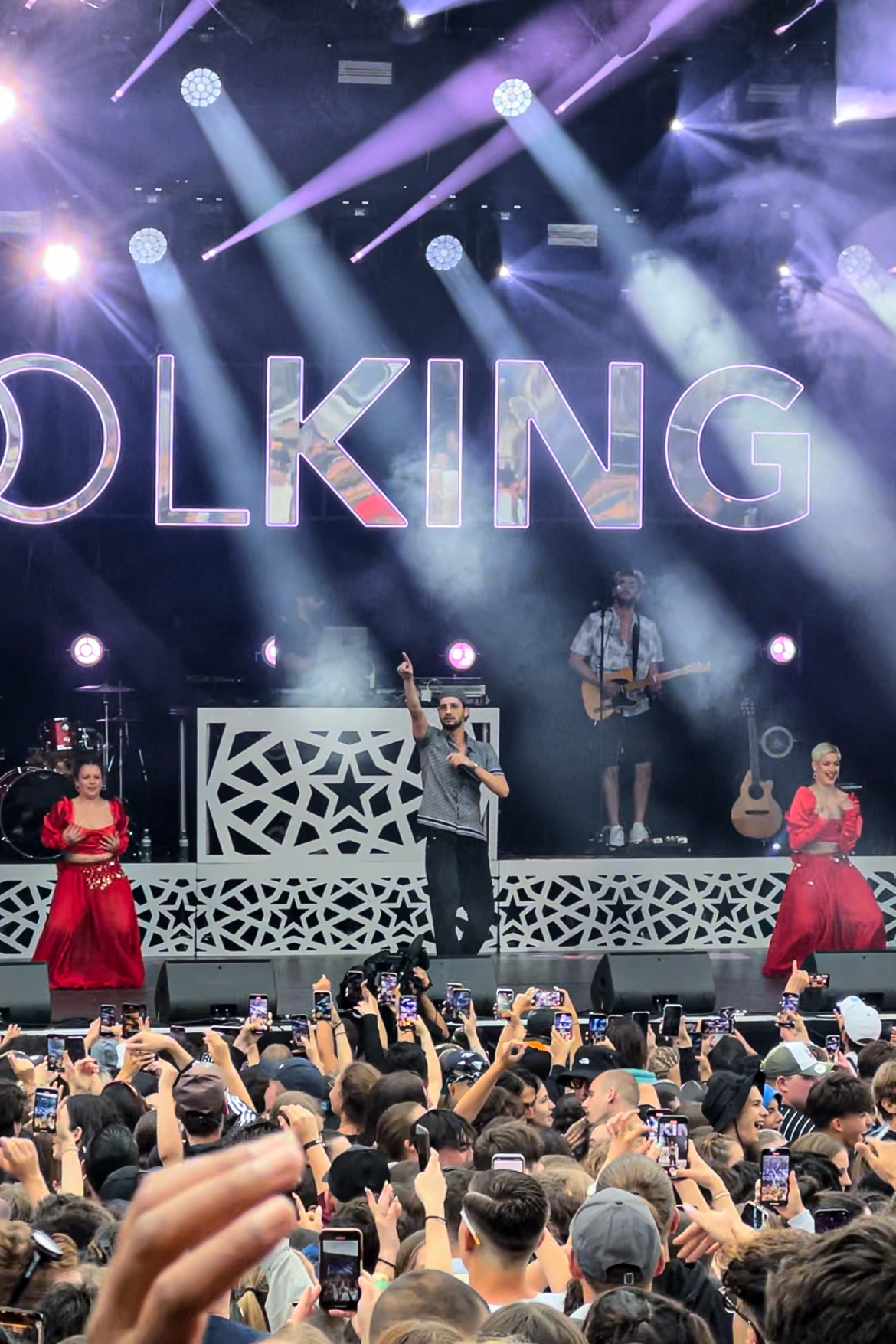
Soolking auf dem Caribana Festival (2023)

Soolking (* 10. Dezember 1989 in Baïnem, Algerien; bürgerlich Abderaouf Derradji) ist ein algerischer Sänger und Rapper.

## Leben
Derradji wurde in Baïnem, in der Provinz Algier im Norden Algeriens, geboren. Er wuchs in Staoueli, einem Vorort der Hauptstadt Algier, auf. Seine Jugend als Maghrebiner war von Armut geplagt, so erzählt er, dass er als Straßenkind aufwuchs und bereits in jungen Jahren verschiedene Jobs annehmen musste, um sich über Wasser zu halten. Er trainierte beispielsweise als Akrobat und arbeitete sogar eine kurze Zeit lang als solcher in einem Zirkus. Ebenfalls spielte er im Theater und sogar einigen algerischen Kinofilmen als Schauspieler mit. Fünfzehn Jahre lang war er als Tänzer in einer Tanzgruppe tätig und außerdem Mitglied einer Rockband.
2008 zog er zum ersten Mal mit einem dreimonatigen Visum nach Paris, wo er, da er dort keine Familie hatte, auf sich allein gestellt war. Nach Ablauf des Visums kehrte er ohne Erfolg nach Algerien zurück. 2009 gründete er dort mit zwei weiteren algerischen Rappern die Hip-Hop-Gruppe Africa Jungle und nannte sich selbst MC Sool. Nachdem ein Mitglied der Gruppe ihn auf einen Talentwettbewerb des Mobilfunkanbieters Djezzy aufmerksam machte, meldete er sich und seine zeitgleich noch bestehende Tanzgruppe dabei an. Soolkings Gruppe gewann den Wettbewerb und damit eine professionelle Reportage, welche im Fernsehen ausgestrahlt werden sollte. Soolking bat den Veranstalter jedoch darum, das Geld stattdessen zu verwenden, um ein Musikvideo mit Africa Jungle drehen zu dürfen, was dieser erlaubte. Der Song Hip Hop Dziri wurde innerhalb kürzester Zeit aufgenommen und ein Musikvideo dazu gedreht. Dabei handelte es sich um das erste HD-Musikvideo Algeriens.
Soolking kehrte 2012 gemeinsam mit Africa Jungle zurück nach Frankreich, wo sie in Clichy in einem kleinen Tonstudio begannen, Songs aufzunehmen. Bei seinen ersten Songs arbeitete Soolking hauptsächlich zusammen mit dem Bochumer Produzenten AriBeatz. Immer wieder kooperiert Soolking auch mit deutschen Künstlern, so unter anderem mit Mert oder Veysel.
Anfang 2018 wurde bekannt, dass Soolking beim französischen Label Affranchis Music des Rappers Sofiane einen Vertrag unterschrieben hat. Am 2. November 2018 veröffentlichte Soolking schließlich über Affranchis Music sein erstes Soloalbum mit dem Titel Fruit du démon (deutsch: Teufelsfrucht). Der Name des Albums ist in Anlehnung an die japanische Mangaserie One Piece, in der Teufelsfrüchte einzigartige Fähigkeiten verleihen.
2019 löste Soolking in Marokko eine Kontroverse aus, nachdem er eine Polisario-Flagge geschwenkt hatte.

## Musikstil
Soolkings Lieder zeichnen sich durch eine Vermischung von Reggae, Soul und Hip-Hop mit dem algerischen Musikstil Raï aus. Dabei verwendet er Trap-Beats, welche sich durch basslastige Bassdrums und schnelle Hi-Hats alleinstellen. Als Inspiration nennt er Künstler wie Michael Jackson und Bob Marley, aber auch algerische Musiker wie Cheb Khaled, Cheb Hasni, oder Cheb Mami. Auch der französische Musiker Georges Brassens ist für ihn eine Inspiration.

## Diskografie
Studioalben

| Jahr | Titel Musiklabel                              | Höchstplatzierung, Gesamtwochen, AuszeichnungChartplatzierungen (Jahr, Titel, Musiklabel, Platzierungen, Wochen, Auszeichnungen, Anmerkungen) | Höchstplatzierung, Gesamtwochen, AuszeichnungChartplatzierungen (Jahr, Titel, Musiklabel, Platzierungen, Wochen, Auszeichnungen, Anmerkungen) | Höchstplatzierung, Gesamtwochen, AuszeichnungChartplatzierungen (Jahr, Titel, Musiklabel, Platzierungen, Wochen, Auszeichnungen, Anmerkungen) | Höchstplatzierung, Gesamtwochen, AuszeichnungChartplatzierungen (Jahr, Titel, Musiklabel, Platzierungen, Wochen, Auszeichnungen, Anmerkungen) | Höchstplatzierung, Gesamtwochen, AuszeichnungChartplatzierungen (Jahr, Titel, Musiklabel, Platzierungen, Wochen, Auszeichnungen, Anmerkungen) | Anmerkungen                                                |
| Jahr | Titel Musiklabel                              | FR | BEW | DE | AT | CH | Anmerkungen                                                |
| ---- | --------------------------------------------- | --- | --- | --- | --- | --- | ---------------------------------------------------------- |
| 2018 | Fruit du démon Affranchis / Hyper Focal (UMG) | FR4 Platin · (95 Wo.)FR | BEW10 (63 Wo.)BEW | — | — | CH34 (1 Wo.)CH | Erstveröffentlichung: 2. November 2018 Verkäufe: + 100.000 |
| 2020 | Vintage Affranchis / Hyper Focal (UMG)        | FR3 Platin · (121 Wo.)FR | BEW5 (37 Wo.)BEW | DE71 (1 Wo.)DE | — | CH12 (3 Wo.)CH | Erstveröffentlichung: 20. März 2020 Verkäufe: + 100.000    |
| 2022 | Sans visa Affranchis / Hyper Focal (UMG)      | FR2 ×2Doppelplatin · (… Wo.)FR | BEW9 ×3Dreifachplatin · (64 Wo.)BEW | — | — | CH25 (3 Wo.)CH | Erstveröffentlichung: 27. Mai 2022 Verkäufe: + 260.000     |
| 2025 | Africa Jungle Part.1 Hyper Focal (UMG)        | FR14 (… Wo.)FR | BEW52 (14 Wo.)BEW | — | — | — | Erstveröffentlichung: 20. Februar 2025                     |